# 瓦希德·哈利霍季奇
瓦希德·哈利霍季奇（1952年10月15日—），波斯尼亞穆斯林，前南斯拉夫足球员，前鋒，1982–83、1984–85年法甲聯賽射手王，1982–83年南特奪法甲聯賽冠軍功臣。1976年欧洲足球锦标赛、1982年世界盃後備上陣。今入籍法國，通法語。退役後於法國及中東聯賽任領隊。著名體育雜誌《法國足球》評選為1999年法乙最佳領隊、2001年法甲最佳領隊。2014年領北非阿爾及利亞首度殺入世界盃16強而為人稱道，由此日本足協在2015年邀請執掌日本国家足球队，在世界盃亞洲預選賽12強賽以首名壓過沙特阿拉伯和澳大利亞晉級世界盃，期間一手提拔了年青球員昌子源與井手口陽介進國家隊。日本在12強賽裡對強隊沙特阿拉伯和澳大利亞的3場關鍵戰局打出2勝1和佳績，然而對西亞中游球隊總拿不下比賽，埋下隱患。2018年3月世界盃前100天的兩場友誼賽對馬里與烏克蘭，1和1負，被提前解約。

## 阿爾及利亞主帥

### 2013年非洲盃墊底出局到2014年世界盃16強的蛻變
2011年6月4日阿爾及利亞在2012年非洲國家盃預選賽分組賽慘敗北非鄰國摩洛哥0-4，斷送晉級機會，舉國震怒，哈利霍季奇同年7月1日接任主帥。該國通法語，伊斯蘭國家，與哈利霍季奇的語言宗教相通。合同訂明2013年非洲國家盃（2013年1月）的目標是四強，然而在小組賽1和2負墊底出局。0:1負北非鄰國突尼西亞，0-2負多哥，2:2和象牙海岸。阿爾及利亞的小報紛紛喊他下台，然而全國民調顯示全國球迷對他有信心，他得以保住帥位。
2013年10-11月舉行2014年世界盃非洲區最後一輪外圍賽，阿爾及利亞與布基納法索兩合回捉對廝殺決出一席。首回合第83分鐘布基納法索球員暴力射門，阿爾及利亞後衛Essaid Belkalem在禁區線外半米轉身躲球，轉身時雙手始終緊扣在背後，轉身一瞬球撞到緊扣在背後的右肩或右後臂彈出。裁判判手球尚可爭議，然而觸球點在禁區線外半米卻誤判看成禁區內，則令阿爾及利亞振怒。阿爾及利亞臨尾輸2:3。哈利霍季奇缺席賽後記者發佈會以免失言批評裁判。國內媒體同聲同氣罵裁判瞎了，少有沒針對哈利霍季奇。次回合回主場1:0小勝，兩合回計和3:3，作客入球優勢晉級。
2014年世界盃（6月），小組賽第一場1:2負比利時，哈利霍季奇在國內媒體四面楚歌，下台之聲再度四起。然而第二場阿爾及利亞換掉五名球員，球風煥然一新極具侵略性，戰術上與體能上都壓倒南韓，4:2快勝，媒體口風逆轉，一片讚美之辭。第三場1:1和俄羅斯。十六強90分鐘逼平德國0:0，加時負1:2，贏盡國際球界贊賞。惟任內與媒體關係始終不佳，世界盃結束後，2014年7月約滿離職，他感謝全國球迷不離不棄，但話鋒一轉，指媒體毫無口德，不僅肆意批評他本人，還罵家他人，對此永不忘記也不會饒恕。執教三年間31場比賽，19勝5和7負。

### 精彩的戰術與球員選擇
2014年世界盃4場比賽，除後備守門員外的21名選手，僅1名在四場都正選上陣。戰果而論，每場不同的人員選擇顯示他對21人各自的戰術作用都有針對佈置。
果斷棄用國內頭號球星卡里姆·齐亚尼，轟動阿爾及利亞媒體。齊亞尼是2010年世界盃非洲區外圍賽末場與死敵埃及生死戰的進球功臣，自此變成國內英雄，然而一直在法甲效力的他自2011年起淪落到卡塔爾聯賽，被哈利霍季奇棄用。
阿爾及利亞媒體一直追問為甚麼不征召齊亞尼，哈利霍季奇不勝其煩喝道「齐亚尼是你侄子嗎？」2014年5月世界盃前，阿爾及利亞狀態大好，阿爾及利亞記者寫道「回首當時，也許只有外國主帥才有能耐做得到（不征召齊亞尼）」。國家足球隊

### 大幅改善客場進球問題
阿爾及利亞長年有客場不勝的弊病。自2002年起至2011年7月哈利霍季奇接手為止，9年間僅有4場在正式比賽客場勝利，算上友誼賽9年間合計也就7場客勝。即使2010年殺入南非世界盃，2006-2010年預選賽周期裡，僅有兩場客場勝利，毫不意外2010年在南非客場的三場世界盃小組賽表現慘不忍睹，在實力最弱的小組（英格蘭、美國、斯洛文尼亞）1和2敗還一球未進。哈利霍季奇接手至2014年7月，3年間就有5場在正式比賽客場勝利，算上友誼賽3年間合計達7場客勝，問題大幅改善。
2002年起至2011年7月哈利霍季期接手前正式比賽的四場客勝，時間跨度之廣令人乍舌：2010年非洲國家盃八強客勝象牙海岸3:2、2010年非洲國家盃小組賽1:0客勝馬里、2003年在德國世界盃非洲外圍賽1:0客勝尼日爾、2002年在2004年非洲國家盃預選賽1:0客勝納米比亞。

## 日本主帥
任內一改日本引以為榮的傳控小組滲透打法，改為強調一對一絞殺斷球（法語：Duel），斷球後全軍迅速向前傳球利用縱深（日语：縦に速く），被日本球界指摘是回歸日本上世紀的失敗打法。加上他把接任前的隊內留歐大牌香川真司、岡崎慎司雪藏，令他任內由始至終受日本媒體批評，屢傳出被解僱。在2017年8月世界盃預選賽以首名壓過沙特阿拉伯和澳大利亞出線，令輿論界一致閉嘴，暫時承認他的戰術勝利。2018年3月約戰烏克蘭負1-2，賽後中衛槙野智章與左翼鋒長友佑都坦言一向習慣「高控球率、向後回傳慢慢組織攻勢」的低節奏打法，高節奏打法令他們進攻時到位率不足，而然哈利霍季奇坦言高控球率的打法，只會令日本很有觀賞度地輸球，高控球率對日本是美好的幻想，但也是奢侈、更是陷阱。
2017年12月在東亞足球錦標賽，為了考察新人，不遣留歐陣容，由半隊二隊、半隊三隊組成，遭南韓4–1血洗，被而傳媒鞭撻。然而《產經新聞》為他平反，指對南韓一役，日本先發11人陣容，有5名球員首次為國上陣，另外5名球員上陣不足10次，而南韓先發陣容裡8名球員上陣10次以上，日本隊經驗上遠遠不及，落後捱打精神委靡，是新人的常態。
2018年3月的世界盃前友誼賽，日本約戰馬里作為世界盃小組賽對手塞內加爾的熱身戰，在90分鐘補時1:1逼平馬里；同月約戰烏克蘭作為世界盃小組賽對手波蘭的熱身戰，負1:2。兩隊都未入圍世界盃正賽，實力比世界盃實際對手弱，但日本兩戰1和1負，防守差勁進攻乏力。2018年4月被日本足协突然解雇。

## 执教生涯统计
| 拉贾卡萨布兰卡 | 1997年6月  | 1998年10月 | 45  | 28 | 14 | 3  | 62.22 |
| 里尔           | 1998年10月 | 2002年6月  | 159 | 79 | 44 | 36 | 49.69 |
| 雷恩           | 2002年11月 | 2003年7月  | 43  | 15 | 10 | 18 | 34.88 |
| 巴黎圣日耳曼   | 2003年7月  | 2005年2月  | 63  | 28 | 21 | 14 | 44.44 |
| 特拉布宗体育   | 2005年10月 | 2006年6月  | 26  | 12 | 5  | 9  | 46.15 |
| 伊蒂哈德       | 2006年6月  | 2006年8月  | 10  | 7  | 1  | 2  | 70    |
| 科特迪瓦       | 2008年5月  | 2010年1月  | 22  | 12 | 9  | 1  | 54.55 |
| 萨格勒布迪纳摩 | 2010年8月  | 2011年5月  | 32  | 24 | 4  | 4  | 75    |
| 阿尔及利亚     | 2011年6月  | 2014年7月  | 31  | 19 | 5  | 7  | 61.29 |
| 特拉布宗体育   | 2014年6月  | 2014年11月 | 14  | 4  | 8  | 2  | 28.57 |
| 日本           | 2015年3月  | 2018年4月  | 35  | 19 | 9  | 7  | 54.19 |

## 荣誉

### 球员生涯
南斯拉夫U-21
- 欧洲U-21足球锦标赛：1978

维列兹
- 南斯拉夫盃：1981

南特
- 法国足球甲级联赛：1982–83

### 执教生涯
拉贾卡萨布兰卡
- 非洲联赛冠军杯：1997
- 摩洛哥足球甲级联赛：1998

里尔
- 法国足球乙级联赛：1999–2000

巴黎圣日耳曼
- 法国杯：2003–04

萨格勒布迪纳摩
- 克罗地亚足球甲级联赛：2010–11

### 个人奖项
球员生涯
- 欧洲U-21足球锦标赛最佳球员：1978
- 欧洲U-21足球锦标赛神射手：1978
- 法甲金靴：1982–83，1984–85
- 法甲年度外籍球员：1984，1985[12]

执教生涯
- 法乙年度教练员：1999
- 《法国足球》杂志评选之法国年度教练员：2001
- 法国荣誉军团勋章：2004